# Andriivka, Dobrovelîcikivka
Andriivka (în ucraineană Андріївка) este un sat în comuna Tîșkivka din raionul Dobrovelîcikivka, regiunea Kirovohrad, Ucraina.

## Demografie
Componența lingvistică a localității Andriivka
     Ucraineană (95,21%)
     Belarusă (1,6%)
     Rusă (1,28%)
     Alte limbi (0,96%)
Conform recensământului din 2001, majoritatea populației localității Andriivka era vorbitoare de ucraineană (95,21%), existând în minoritate și vorbitori de belarusă (1,6%) și rusă (1,28%).